# Topdog/Underdog
Topdog/Underdog è un'opera teatrale della drammaturga statunitense Suzan-Lori Parks, debuttata a New York nel 2001. Vincitrice del Premio Pulitzer per la Drammaturgia e dell'Outer Critics Circle Award alla migliore opera teatrale, nel 2018 la pièce è stata definita dal New York Times la migliore opera teatrale statunitense degli ultimi venticinque anni.

## Trama
Il dramma racconta le vite da adulti di due fratelli afroamericani, Lincoln e Booth, mentre si occupano di donne, lavoro, povertà, gioco d'azzardo, razzismo e affrontano le conseguenze della loro infanzia problematica. I genitori infatti li hanno abbandonati da piccoli, rendendoli interamente dipendenti l'uno dall'altro. Lincoln, il maggiore, vive con Booth da quando la moglie l'ha cacciato e per lavoro di traveste da Abramo Lincoln; Booth cerca di lavorare come baro di professione ma, non riuscendoci, inizia col taccheggio.

## Produzioni
Topdog/Underdog debuttò al Public Theatre dell'Off Broadway il 26 luglio 2001 e rimase in scena fino al 2 settembre. George C. Wolfe curò la regia, mentre Don Cheadle interpretava Booth e Jeffrey Wright Lincoln. La piece debuttò a Broadway il 7 aprile 2002, con Wright e Mos Def nel ruolo precedentemente interpretato da Cheadle. Nel 2003 la produzione di Broadway andò in scena al Royal Court Theatre di Londra. Nel 2022 il dramma è stato riproposto a Broadway con la regia di Kenny Leon e Corey Hawkins e Yahya Abdul-Mateen II nel ruolo dei due protagonisti.